# Я купую цю жінку
«Я купую цю жінку» (ісп. Yo compro esa mujer) — мексиканська теленовела виробництва компанії Televisa за мотивами роману «Граф Монте-Крісто» Александра Дюма. У головних ролях Летисія Кальдерон, Едуардо Яньєс та Енріке Роча. Прем'єрний показ відбувся на каналі Las Estrellas 29 січня — 7 вересня 1990 року.

## Сюжет
Мексика, XIX століття. Монтес де Ока — заможна родина, що складається з двох сестер, Матильди і Бланки Флор, та їхнього кузена Родріго, і одночасно любовний трикутник, бо Матильда закохана у свого кузена, а він обирає її сестру. Однак Бланка Флор кохає скромного рибалку Енріке Сан-Романа. Коли Родріго дізнається про це, він запроторює Енріке до в'язниці, несправедливо звинувативши його у грабунку. Скоро з'ясовується, що Бланка Флор вагітна від Енріке. Після пологів, Матильда, яка ненавидить свою сестру, повідомляє їй, що її син помер одразу після народження, через що Бланка Флор божеволіє, а Матильда зачиняє її у підвалі і змушує всіх повірити, що вона померла.
Родріго віддає дитину служниці Соледад, щоб та віднесла її до сиротинця. Соледад вирішує врятувати хлопчика і передає його родині друзів батька, які дають йому їмя Алехандро. Після звістки про смерть Бланки Флор Родріго вирушає у тривалу мандрівку Європою, звідки повертається одружений з молодою аристократкою Констанцою Мендоса, яка скоро народжує доньку Ану Крістіну. Засліплена ревнощами Матильда труїть дружину Родріго і та помирає. Пізніше названа матір Алехандро виходить заміж за багатого чоловіка, який всиновлює хлопчика і дає йому своє прізвище Альдама. Енріке помирає у тюрмі, встигнувши перед смертю побачитися з сином, і той присягається батькові помститися Родріго.
Роки по тому Алехандро, повертаючись після навчання у Європі до Мексики, зустрічає на кораблі Ану Крістіну і вони закохуються одне в одного. Коли Алехандро дізнається, що Ана Крістіна донька Родріго, це не змінює його почуттів.

## У ролях
- Летисія Кальдерон — Ана Крістіна Монтес де Ока
- Едуардо Яньєс — Алехандро Альдама / Алехандро Сан-Роман Монтес де Ока / Енріке Сан-Роман
- Енріке Роча — Родріго Монтеса де Ока
- Альма Мурієль — Матильда Монтес де Ока
- Едуардо Паломо — Федеріко Торрес Ланда
- Херардо Акунья — Габріель Альварес
- Роберто Антунес — Бернардо
- Карлос Сардан — Сагон
- Маріо Касільяс — Рауль де Марін, граф де Вальтьєрра
- Ісабела Корона — Соледад
- Конні де ла Мора — Бланка Флор Монтес де Ока
- Синтія Клітбо — Ефігенія / Інес Валкарсель Тьєрральта
- Маріанна Леві — Хімена / Естрелья Альтамірано / Анхела
- Хульєта Егуррола — Ісабель де Марін, графиня де Вальтьєрра
- Луїс Хав'єр — Гастон де Марін
- Неріна Феррер — Емілія
- Мігель Анхель Ферріс — Оскар де Мальтер
- Каріме Фавела — Джемма
- Роса Фурман — тітка Кармен
- Лус Марія Херес — Урсула / Емілія у дитинстві
- Мігель Мансано — Дієго Альварес
- Марія Марсела — Нарда де Марін
- Бруно Рей — Фульхенсіо Кастілья
- Рамон Менендес — Відаль
- Сокорро Авелар — Каетана
- Лорена Сан-Мартін — Коко
- Ядіра Сантана — Бріжіт
- Серхіо Клайнер  — Демарін
- Марія Рехіна  — Мейбл
- Мануель Охеда — Сантьяго
- Мельба Луна — Бернардіна
- Марістель Моліна — Селія
- Дуня Сальдівар — Маура
- Алехандра Прокуна — Жоржетта
- Хосе Марія Торре — Алехандро у дитинстві
- Еліо Кастільйос — Ренато Грахалес
- Гільєрмо Хіль — Педро
- Консуело Дюваль — Сусу
- Росалінда Еспанья — Фіфі
- Сара Гаух — вдова Беррон
- Ана Грем — Констанца Мендоса де Монтес де Ока
- Марікрус Нахера — Хуліана
- Габріель Пенхаррон — Сервандо

## Нагороди та номінації
TVyNovelas Awards (1991)
- Найкращий актор (Едуардо Яньєс).
- Найкращий лиходій (Енріке Роча).
- Найкраща акторка другого плану (Маріанна Леві).
- Найкраща операторська робота (Хесус Акунья Лі).
- Найкраща продюсерська робота (Ернесто Алонсо).
- Номінація на найкращу теленовелу (Ернесто Алонсо).
- Номінація на найкращу акторку (Летисія Кальдерон).
- Номінація на найкращу лиходійку (Альма Мурієль).
- Номінація на найкращу роль у виконанні заслуженої акторки (Ісабела Корона).
- Номінація на найкращу роль у виконанні заслуженого актора (Мігель Мансано).
- Номінація на найкращого актора другого плану (Луїс Хав'єр).

ACE Awards (1991)
- Найкраща теленовела (Ернесто Алонсо).
- Жіноча персона року (Летисія Кальдерон).
- Чоловіча персона року (Едуардо Яньєс).
- Найкращий актор (Енріке Роча).
- Найкраща акторка другого плану (Альма Мурієль).
- Найкраща режисерська робота (Хорхе Фонс).

## Інші версії
- 1960 — Я купую цю жінку (ісп. Yo compro esa mujer), пуероториканська теленовела. У головних ролях Марібелла Гарсія і Брауліо Кастільйо.
- 1965 — Я купую цю жінку (ісп. Yo compro esa mujer), венесуельська теленовела. У головних ролях Пеггі Вокер і Маноло Коедо.
- 1966 — Я купую цю жінку (порт. Eu compro esta mulher), бразильська теленовела. У головних ролях Йога Магальяес і Карлос Альберто.
- 1966 — Я купую цю жінку (ісп. Yo compro esa mujer), аргентинська теленовела. У головних ролях Габріела Гілі і Себастьян Вілар.
- 1976 — Кароліна (ісп. Carolina), венесуельська теленовела виробництва каналу RCTV. У головних ролях Майра Алехандра і Хосе Луїс Родрігес.
- 2009 — Дике серце (ісп. Corazón salvaje), мексиканська теленовела виробництва Televisa за мотивами однойменного роману (1957) мексиканської письменниці Карідад Браво Адамс. У головних ролях Араселі Арамбула, Едуардо Яньєс, Енріке Роча та Елена Рохо. У новій адаптації сюжет роману «Дике серце» поєднано з сюжетом теленовели «Я купую цю жінку».